# Diócesis de Lins
La diócesis de Lins (en latín: Dioecesis Linen(sis) y en portugués: Diocese de Lins) es una circunscripción eclesiástica latina de la Iglesia católica en Brasil, sufragánea de la arquidiócesis de Botucatu. La diócesis tiene al obispo Francisco Carlos da Silva como su ordinario desde el 30 de septiembre de 2015. 

## Territorio y organización
La diócesis tiene 8261 km² y extiende su jurisdicción sobre los fieles católicos de rito latino residentes en 23 municipios del estado de São Paulo: Lins, Alto Alegre, Avanhandava, Balbinos, Barbosa, Braúna, Cafelândia, Clementina, Getulina, Glicério, Guaiçara, Guaimbê, Guarantã, Júlio Mesquita, Luiziânia, Penápolis, Pirajuí, Pongaí, Presidente Alves, Promissão, Reginópolis, Sabino y Uru.
La sede de la diócesis se encuentra en la ciudad de Lins en donde se halla la Catedral de San Antonio. En Cafelândia se encuentra la concatedral de Santa Isabel de Hungría.
En 2019 en la diócesis existían 43 parroquias. 

## Historia
La diócesis de Cafelândia (dioecesis Cafaelanden(sis)) fue erigida el 21 de junio de 1926 con la bula Ea est in praesenti del papa Pío XI, obteniendo el territorio de la diócesis de Botucatu (hoy arquidiócesis). Originalmente era sufragánea de la arquidiócesis de San Pablo.
Catedral primitiva de la diócesis fue la iglesia matriz de Nuestra Señora del Carmen, hasta 1933, cuando se inauguró la nueva catedral, dedicada a santa Isabel de Hungría.
El 27 de mayo de 1950, mediante la bula Apostolicis sub plumbo del papa Pío XII, la sede episcopal fue trasladada de Cafelândia a Lins y la diócesis tomó su nombre actual.
El 16 de febrero de 1952 cedió una parte de su territorio para la erección de la diócesis de Marília mediante la bula Ad Episcoporum munus del papa Pío XII.
El 19 de abril de 1958 pasó a formar parte de la provincia eclesiástica de la arquidiócesis de Botucatu.
El 15 de febrero de 1964 cedió una porción de su territorio para la erección de la diócesis de Bauru mediante la bula Christi gregis del papa Pablo VI.
El 23 de marzo de 1994 cedió otra porción de su territorio para la erección de la diócesis de Araçatuba mediante la bula Progrediens usque del papa Juan Pablo II.

## Estadísticas
De acuerdo al Anuario Pontificio 2020 la diócesis tenía a fines de 2019 un total de 234 500 fieles bautizados.
| Año                                                                             | Población            | Población | Población      | Sacerdotes | Sacerdotes    | Sacerdotes    | Bautizados por sacerdote | Diáconos permanentes | Religiosos | Religiosos | Parroquias |
| Año                                                                             | Bautizados católicos | Total     | % de católicos | Total      | Clero secular | Clero regular | Bautizados por sacerdote | Diáconos permanentes | Varones    | Mujeres    | Parroquias |
| ------------------------------------------------------------------------------- | -------------------- | --------- | -------------- | ---------- | ------------- | ------------- | ------------------------ | -------------------- | ---------- | ---------- | ---------- |
| 1950                                                                            | 1 800 000            | 2 000     | 90.0           | 83         | 46            | 37            | 21 686                   |                      | 40         | 120        | 50         |
| 1966                                                                            | 540 000              | 600 000   | 90.0           | 62         | 30            | 32            | 8709                     |                      | 42         | 296        | 37         |
| 1970                                                                            | 600 000              | 701 204   | 85.6           | 86         | 37            | 49            | 6976                     |                      | 52         | 286        | 48         |
| 1976                                                                            | 460 000              | 500 000   | 92.0           | 75         | 38            | 37            | 6133                     | 2                    | 41         | 143        | 49         |
| 1980                                                                            | 492 000              | 532 000   | 92.5           | 68         | 27            | 41            | 7235                     | 3                    | 48         | 115        | 51         |
| 1990                                                                            | 618 000              | 667 000   | 92.7           | 71         | 38            | 33            | 8704                     | 1                    | 37         | 113        | 54         |
| 1999                                                                            | 213 764              | 264 622   | 80.8           | 40         | 30            | 10            | 5344                     | 1                    | 10         | 55         | 31         |
| 2000                                                                            | 212 577              | 264 622   | 80.3           | 43         | 34            | 9             | 4943                     | 1                    | 15         | 55         | 31         |
| 2001                                                                            | 225 000              | 280 457   | 80.2           | 47         | 39            | 8             | 4787                     | 2                    | 16         | 50         | 32         |
| 2002                                                                            | 210 500              | 280 693   | 75.0           | 46         | 36            | 10            | 4576                     | 2                    | 15         | 45         | 32         |
| 2003                                                                            | 210 500              | 280 693   | 75.0           | 46         | 37            | 9             | 4576                     | 2                    | 18         | 50         | 31         |
| 2004                                                                            | 183 350              | 280 457   | 65.4           | 49         | 40            | 9             | 3741                     | 5                    | 18         | 50         | 32         |
| 2013                                                                            | 223 000              | 305 000   | 73.1           | 58         | 50            | 8             | 3844                     | 11                   | 16         | 33         | 38         |
| 2016                                                                            | 228 700              | 313 500   | 73.0           | 84         | 76            | 8             | 2722                     | 12                   | 15         | 27         | 43         |
| 2019                                                                            | 234 500              | 321 400   | 73.0           | 70         | 62            | 8             | 3350                     | 12                   | 14         | 22         | 43         |
| Fuente: Catholic-Hierarchy, que a su vez toma los datos del Anuario Pontificio. |                      |           |                |            |               |               |                          |                      |            |            |            |

## Episcopologio
- Ático Eusébio da Rocha † (17 de diciembre de 1928-16 de diciembre de 1935 nombrado arzobispo de Curitiba)
- Henrique César Fernandes Mourão, S.D.B. † (16 de diciembre de 1935-30 de marzo de 1945 falleció)
  - Sede vacante (1945-1948)
- Henrique Gelain † (22 de mayo de 1948-28 de marzo de 1964 nombrado obispo de Vacaria)
- Pedro Paulo Koop, M.S.C. † (27 de julio de 1964-11 de octubre de 1980 retirado)
- Luiz Colussi † (11 de octubre de 1980 por sucesión-5 de diciembre de 1983 nombrado obispo de Caçador)
- Walter Bini, S.D.B. † (14 de marzo de 1984-17 de junio de 1987 falleció)
- Irineu Danelón, S.D.B. (26 de noviembre de 1987-30 de septiembre de 2015 retirado)
- Francisco Carlos da Silva, desde el 30 de septiembre de 2015